# 上原忍
上原 忍（うえはら しのぶ、1947年6月28日 - ）は、日本のプロゴルファー。

## 来歴
1969年にプロ入りし、1974年の日本プロでは島田幸作・安田春雄と並んでの4位タイに入った。
1976年のゴルフダイジェストトーナメントでは初日に68をマークして中嶋常幸・金海繁・松井利樹・田中文雄・石井裕士・鈴木規夫・内田繁と並んでの2位タイ、1977年の関東プロでは初日に新井規矩雄・常陸文男・草柳良夫・菊地勝司・陳健忠（中華民国）と並んでの10位タイでスタートした。
現在は群馬県高崎市の「エバーグリーンゴルフレンジ」と「JGMベルエアゴルフクラブ」でレッスンを担当。